# 本丸会館

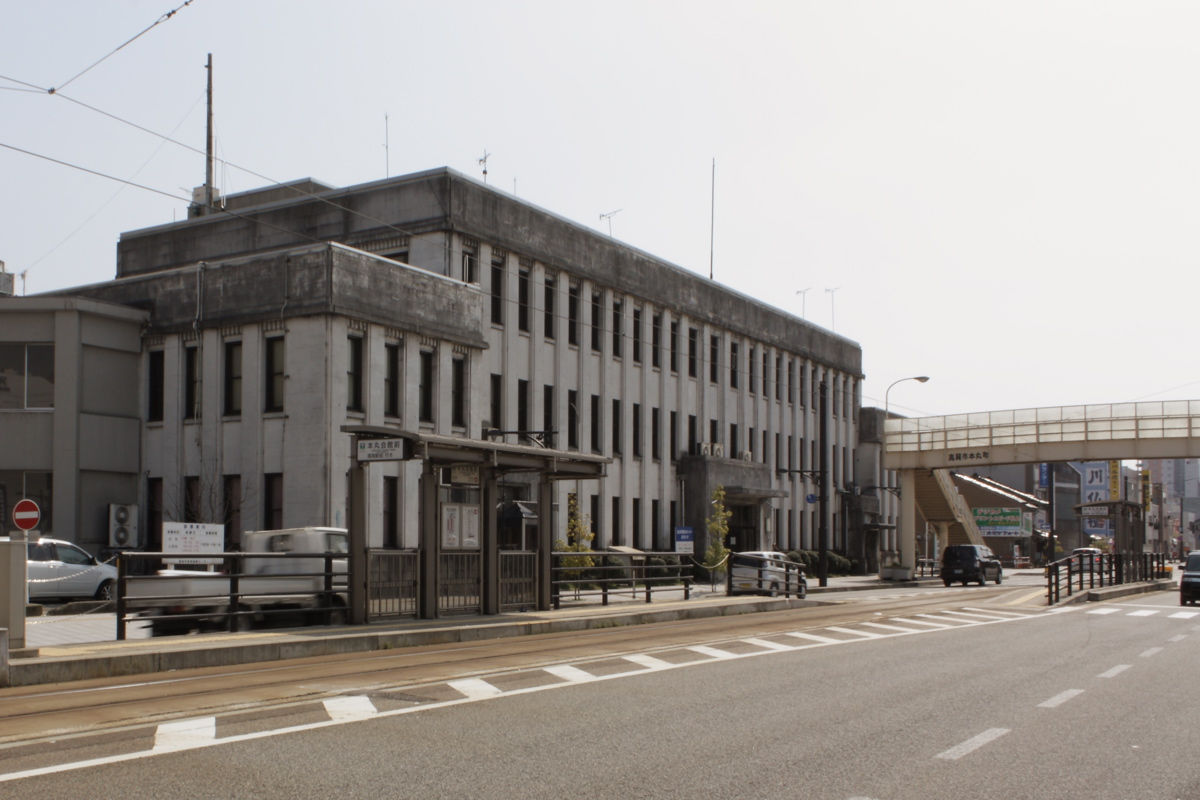
本館（広小路交差点側からみる）

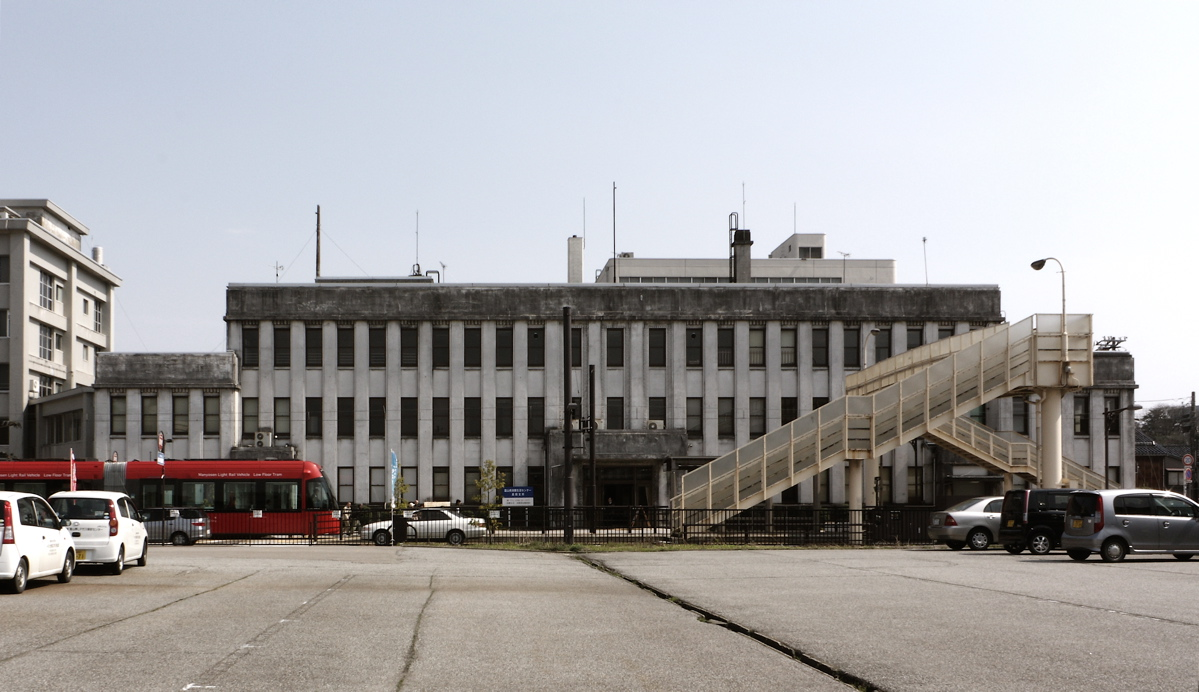
本館（正面）

本丸会館（ほんまるかいかん）は、かつて富山県高岡市本丸町に所在した建築物。本館・別館・新館・保健センターの4棟から構成されていたが、2012年に保健センターを除いて取り壊された。現在は「高岡市急患医療センター」となっている。

## 本館
本館は1934年に高岡電灯本社ビルとして竣工。清水組（現・清水建設）の設計技師であり、分離派建築会のメンバーであった矢田茂（1896 - 1958年）が設計を担当した。本館の外装にはストーンブロックが使われている。内部は柱・大梁・小梁などが現しになっており、建築構造の実直さを表現している。天井には梁を取り囲むように真鍮や漆喰の装飾が施されている。旧客室の天井には壮大な鏝絵が解体時まで残されていた。
- 起工：1933年8月31日
- 竣工：1934年7月8日
- 施工：合資会社清水組京都支店
- 設計：同設計部
- 階数：地上3階建、一部屋階
- 建築構造：鉄筋コンクリートラーメン造

## 解体に至る経緯
2009年6月時点で、建物は高岡市が所有していた。市は高額な維持管理費や老朽化、耐震強度の懸念を理由に本館、別館、新館の3館を解体する意向を2008年に示した。これに対し、市民や専門家の間から本館の保存を求める声が上がり、2008年5月に「本丸会館とまちづくりの会」が結成された。
2011年12月、市民団体「高岡の生きた遺産をまもる会」が山町筋重要伝統的建造物群保存地区住民を中心に結成され、本丸会館が高岡御車山祭のユネスコ無形文化遺産登録に必要不可欠な存在である（認定済の既存の山車祭との差別化）として全面的な保存活用を求めた。
しかし、市は解体の方針を変更することはなく、2012年1月に解体業者が落札によって決定し、前記の通り同年中に解体された。

## 年表
- 1934年 - 高岡電灯本館として竣工
- 1951年 - 北陸電力高岡営業所となる
- 1960年12月10日 - 高岡市庁舎となる[6]
- 1964年2月15日 - 新館を増築[7]
- 1980年 - 高岡市本丸会館となる
- 2008年 - 高岡市が解体の意向を表明
- 2012年 - 解体

## 交通アクセス
※建物存立当時
- 万葉線高岡軌道線本丸会館前停留場（現・急患医療センター前停留場）

## 関連資料
- 『富山写真物語 万華鏡 - 196号（高岡市本丸会館）』、ふるさと開発研究所、2008年